# Teorema di Hellmann-Feynman
In meccanica quantistica, il teorema di Hellmann–Feynman correla la derivata dell'energia totale rispetto a un parametro al valore di aspettazione della derivata della hamiltoniana rispetto allo stesso parametro. Secondo il teorema, una volta determinata la distribuzione spaziale degli elettroni per mezzo dell'equazione di Schrödinger, tutte le forze nel sistema possono essere calcolate usando l'elettrodinamica classica.
Il teorema è stato dimostrato indipendentemente da molti autori, tra cui Paul Güttinger (1932), Wolfgang Pauli (1933), Hans Hellmann (1937) e Richard Feynman (1939).

## Enunciato
Il teorema afferma che
{\displaystyle {\frac {\mathrm {d} E_{\lambda }}{\mathrm {d} {\lambda }}}={\bigg \langle }\psi _{\lambda }{\bigg |}{\frac {\mathrm {d} {\hat {H}}_{\lambda }}{\mathrm {d} \lambda }}{\bigg |}\psi _{\lambda }{\bigg \rangle },}
dove
- {\displaystyle {\hat {H}}_{\lambda }} è un operatore hamiltoniano dipendente da un parametro continuo {\displaystyle \lambda \,},
- {\displaystyle |\psi _{\lambda }\rangle } è un autostato (autofunzione) dell'hamiltoniana, dipendente implicitamente da {\displaystyle \lambda },
- {\displaystyle E_{\lambda }\,}è l'energia (autovalore) dello stato {\displaystyle |\psi _{\lambda }\rangle }, cioè {\displaystyle {\hat {H}}_{\lambda }|\psi _{\lambda }\rangle =E_{\lambda }|\psi _{\lambda }\rangle }.

## Dimostrazione
La dimostrazione del teorema di Hellmann–Feynman necessita che la funzione d'onda sia un'autofunzione dell'hamiltoniana considerata; tuttavia, si può anche provare più in generale, che il teorema vale per funzioni d'onda che non sono autofunzioni ma sono stazionarie (con derivata parziale nulla) in tutte le variabili rilevanti (come le rotazioni orbitali). La funzione d'onda di Hartree–Fock è un importante esempio di un'autofunzione approssimata che soddisfa comunque il teorema di Hellmann–Feynman. È degno di nota ricordare che questo teorema non è applicabile ad esempio nella teoria perturbativa di Møller-Plesset di ordine finito, che non è variazionale.
La dimostrazione sfrutta anche un'identità di funzioni d'onda normalizzate – che le derivate della sovrapposizione di un'autofunzione con sé stessa deve essere zero. Usando la notazione bra-ket di Dirac, queste due condizioni sono scritte come
{\displaystyle {\hat {H}}_{\lambda }|\psi _{\lambda }\rangle =E_{\lambda }|\psi _{\lambda }\rangle ,}
{\displaystyle \langle \psi _{\lambda }|\psi _{\lambda }\rangle =1\Rightarrow {\frac {\mathrm {d} }{\mathrm {d} \lambda }}\langle \psi _{\lambda }|\psi _{\lambda }\rangle =0.}
La dimostrazione quindi segue con un'applicazione della regola del prodotto delle derivate al valore di aspettazione dell'hamiltoniana come funzione di λ:
{\displaystyle {\begin{aligned}{\frac {\mathrm {d} E_{\lambda }}{\mathrm {d} \lambda }}&={\frac {\mathrm {d} }{\mathrm {d} \lambda }}\langle \psi _{\lambda }|{\hat {H}}_{\lambda }|\psi _{\lambda }\rangle \\&={\bigg \langle }{\frac {\mathrm {d} \psi _{\lambda }}{\mathrm {d} \lambda }}{\bigg |}{\hat {H}}_{\lambda }{\bigg |}\psi _{\lambda }{\bigg \rangle }+{\bigg \langle }\psi _{\lambda }{\bigg |}{\hat {H}}_{\lambda }{\bigg |}{\frac {\mathrm {d} \psi _{\lambda }}{\mathrm {d} \lambda }}{\bigg \rangle }+{\bigg \langle }\psi _{\lambda }{\bigg |}{\frac {\mathrm {d} {\hat {H}}_{\lambda }}{\mathrm {d} \lambda }}{\bigg |}\psi _{\lambda }{\bigg \rangle }\\&=E_{\lambda }{\bigg \langle }{\frac {\mathrm {d} \psi _{\lambda }}{\mathrm {d} \lambda }}{\bigg |}\psi _{\lambda }{\bigg \rangle }+E_{\lambda }{\bigg \langle }\psi _{\lambda }{\bigg |}{\frac {\mathrm {d} \psi _{\lambda }}{\mathrm {d} \lambda }}{\bigg \rangle }+{\bigg \langle }\psi _{\lambda }{\bigg |}{\frac {\mathrm {d} {\hat {H}}_{\lambda }}{\mathrm {d} \lambda }}{\bigg |}\psi _{\lambda }{\bigg \rangle }\\&=E_{\lambda }{\frac {\mathrm {d} }{\mathrm {d} \lambda }}\langle \psi _{\lambda }|\psi _{\lambda }\rangle +{\bigg \langle }\psi _{\lambda }{\bigg |}{\frac {\mathrm {d} {\hat {H}}_{\lambda }}{\mathrm {d} \lambda }}{\bigg |}\psi _{\lambda }{\bigg \rangle }\\&={\bigg \langle }\psi _{\lambda }{\bigg |}{\frac {\mathrm {d} {\hat {H}}_{\lambda }}{\mathrm {d} \lambda }}{\bigg |}\psi _{\lambda }{\bigg \rangle }.\end{aligned}}}

## Applicazioni d'esempio

### Forze molecolari
L'applicazione più comune del teorema di Hellmann–Feynman è il calcolo delle forze intramolecolari nelle molecole. Questo permette di calcolare le geometrie di equilibrio – le coordinate nucleari dove le forze agenti sui nuclei, dovuti agli elettroni e agli altri nuclei, si annullano. Il parametro λ corrisponde alle coordinate dei nuclei. Per una molecola con 1 ≤ i ≤ N elettroni con coordinate {ri}, e 1 ≤ α ≤ M nuclei, ciascuno collocato a uno specifico punto {Rα={Xα,Yα,Zα)} e con una carica nucleare Zα, la hamiltoniana è
{\displaystyle {\hat {H}}={\hat {T}}+{\hat {U}}-\sum _{i=1}^{N}\sum _{\alpha =1}^{M}{\frac {Z_{\alpha }}{|\mathbf {r} _{i}-\mathbf {R} _{\alpha }|}}+\sum _{\alpha }^{M}\sum _{\beta >\alpha }^{M}{\frac {Z_{\alpha }Z_{\beta }}{|\mathbf {R} _{\alpha }-\mathbf {R} _{\beta }|}}.}
La componente x della forza agente su un dato nucleo è uguale al negativo della derivata dell'energia totale rispetto a quella coordinata. Applicando il teorema di Hellmann–Feynman, è uguale a
{\displaystyle F_{X_{\gamma }}=-{\frac {\partial E}{\partial X_{\gamma }}}=-{\bigg \langle }\psi {\bigg |}{\frac {\partial {\hat {H}}}{\partial X_{\gamma }}}{\bigg |}\psi {\bigg \rangle }.}
Solo due componenti della hamiltoniana contribuiscono alla derivata cercata – i termini elettrone-nucleo e nucleo-nucleo. Facendo la derivata dell'hamiltoniana si ottiene
{\displaystyle {\begin{aligned}{\frac {\partial {\hat {H}}}{\partial X_{\gamma }}}&={\frac {\partial }{\partial X_{\gamma }}}\left(-\sum _{i=1}^{N}\sum _{\alpha =1}^{M}{\frac {Z_{\alpha }}{|\mathbf {r} _{i}-\mathbf {R} _{\alpha }|}}+\sum _{\alpha }^{M}\sum _{\beta >\alpha }^{M}{\frac {Z_{\alpha }Z_{\beta }}{|\mathbf {R} _{\alpha }-\mathbf {R} _{\beta }|}}\right),\\&=-Z_{\gamma }\sum _{i=1}^{N}{\frac {x_{i}-X_{\gamma }}{|\mathbf {r} _{i}-\mathbf {R} _{\gamma }|^{3}}}+Z_{\gamma }\sum _{\alpha \neq \gamma }^{M}Z_{\alpha }{\frac {X_{\alpha }-X_{\gamma }}{|\mathbf {R} _{\alpha }-\mathbf {R} _{\gamma }|^{3}}}.\end{aligned}}}
Inserendo questo termine nella formula precedente di {\displaystyle F_{X_{\gamma }}} si arriva alla componente x della forza su un dato nucleo in termini della densità elettronica ρ(r), delle coordinate atomiche e delle cariche nucleari:
{\displaystyle F_{X_{\gamma }}=Z_{\gamma }\left(\int \mathrm {d} \mathbf {r} \ \rho (\mathbf {r} ){\frac {x-X_{\gamma }}{|\mathbf {r} -\mathbf {R} _{\gamma }|^{3}}}-\sum _{\alpha \neq \gamma }^{M}Z_{\alpha }{\frac {X_{\alpha }-X_{\gamma }}{|\mathbf {R} _{\alpha }-\mathbf {R} _{\gamma }|^{3}}}\right).}

### Valori di aspettazione
Un approccio alternativo per applicare il teorema di Hellmann–Feynman è promuovere un parametro discreto o fissato che appare in un'hamiltoniana come una variabile continua solamente per fare una derivata. I parametri possibili sono costanti fisiche o numeri quantici discreti. Ad esempio, l'equazione di Schrödinger radiale per un atomo idrogenoide è
{\displaystyle {\hat {H}}_{l}=-{\frac {\hbar ^{2}}{2\mu r^{2}}}\left({\frac {\mathrm {d} }{\mathrm {d} r}}\left(r^{2}{\frac {\mathrm {d} }{\mathrm {d} r}}\right)-l(l+1)\right)-{\frac {Ze^{2}}{r}},}
che dipende dal discreto numero quantico orbitale l. Promuovendo l a un parametro continuo permette di effettuare la derivata dell'hamiltoniana:
{\displaystyle {\frac {\partial {\hat {H}}_{l}}{\partial l}}={\frac {\hbar ^{2}}{2\mu r^{2}}}(2l+1).}
Il teorema di Hellmann–Feynman quindi permette di determinare il valore di aspettazione di  {\displaystyle {\frac {1}{r^{2}}}} per gli atomi idrogenoidi:
{\displaystyle {\begin{aligned}{\bigg \langle }\psi _{nl}{\bigg |}{\frac {1}{r^{2}}}{\bigg |}\psi _{nl}{\bigg \rangle }&={\frac {2\mu }{\hbar ^{2}}}{\frac {1}{2l+1}}{\bigg \langle }\psi _{nl}{\bigg |}{\frac {\partial {\hat {H}}_{l}}{\partial l}}{\bigg |}\psi _{nl}{\bigg \rangle }\\&={\frac {2\mu }{\hbar ^{2}}}{\frac {1}{2l+1}}{\frac {\partial E_{n}}{\partial l}}\\&={\frac {2\mu }{\hbar ^{2}}}{\frac {1}{2l+1}}{\frac {\partial E_{n}}{\partial n}}{\frac {\partial n}{\partial l}}\\&={\frac {2\mu }{\hbar ^{2}}}{\frac {1}{2l+1}}{\frac {Z^{2}\mu e^{4}}{\hbar ^{2}n^{3}}}\\&={\frac {Z^{2}\mu ^{2}e^{4}}{\hbar ^{4}n^{3}(l+1/2)}}.\end{aligned}}}
Nel calcolare la derivata dell'energia bisogna conoscere come {\displaystyle n} dipende da {\displaystyle l}. Solitamente si pensa che questi numeri quantici siano indipendenti, ma qui bisogna variare le soluzioni per tenere fissato il numero di nodi nella funzione d'onda. Il numero di nodi è {\displaystyle n-l+1}, quindi  {\displaystyle \partial n/\partial l=1}.

## Il teorema per le funzioni d'onda dipendenti dal tempo
Per una funzione d'onda dipendente dal tempo che soddisfa l'equazione di Schrödinger dipendente dal tempo, il teorema di Hellmann–Feynman non è valido. Tuttavia, vale la seguente identità:
{\displaystyle {\bigg \langle }\Psi _{\lambda }(t){\bigg |}{\frac {\partial H_{\lambda }}{\partial \lambda }}{\bigg |}\Psi _{\lambda }(t){\bigg \rangle }=i\hbar {\frac {\partial }{\partial t}}{\bigg \langle }\Psi _{\lambda }(t){\bigg |}{\frac {\partial \Psi _{\lambda }(t)}{\partial \lambda }}{\bigg \rangle }}
{\displaystyle i\hbar {\frac {\partial \Psi _{\lambda }(t)}{\partial t}}=H_{\lambda }\Psi _{\lambda }(t)}

### Dimostrazione
La dimostrazione si basa solo sull'equazione di Schrödinger e sull'assunzione che si possano intercambiare le derivate parziali rispetto a λ e a t.
{\displaystyle {\begin{aligned}{\bigg \langle }\Psi _{\lambda }(t){\bigg |}{\frac {\partial H_{\lambda }}{\partial \lambda }}{\bigg |}\Psi _{\lambda }(t){\bigg \rangle }&={\frac {\partial }{\partial \lambda }}\langle \Psi _{\lambda }(t)|H_{\lambda }|\Psi _{\lambda }(t)\rangle -{\bigg \langle }{\frac {\partial \Psi _{\lambda }(t)}{\partial \lambda }}{\bigg |}H_{\lambda }{\bigg |}\Psi _{\lambda }(t){\bigg \rangle }-{\bigg \langle }\Psi _{\lambda }(t){\bigg |}H_{\lambda }{\bigg |}{\frac {\partial \Psi _{\lambda }(t)}{\partial \lambda }}{\bigg \rangle }\\&=i\hbar {\frac {\partial }{\partial \lambda }}{\bigg \langle }\Psi _{\lambda }(t){\bigg |}{\frac {\partial \Psi _{\lambda }(t)}{\partial t}}{\bigg \rangle }-i\hbar {\bigg \langle }{\frac {\partial \Psi _{\lambda }(t)}{\partial \lambda }}{\bigg |}{\frac {\partial \Psi _{\lambda }(t)}{\partial t}}{\bigg \rangle }+i\hbar {\bigg \langle }{\frac {\partial \Psi _{\lambda }(t)}{\partial t}}{\bigg |}{\frac {\partial \Psi _{\lambda }(t)}{\partial \lambda }}{\bigg \rangle }\\&=i\hbar {\bigg \langle }\Psi _{\lambda }(t){\bigg |}{\frac {\partial ^{2}\Psi _{\lambda }(t)}{\partial \lambda \partial t}}{\bigg \rangle }+i\hbar {\bigg \langle }{\frac {\partial \Psi _{\lambda }(t)}{\partial t}}{\bigg |}{\frac {\partial \Psi _{\lambda }(t)}{\partial \lambda }}{\bigg \rangle }\\&=i\hbar {\frac {\partial }{\partial t}}{\bigg \langle }\Psi _{\lambda }(t){\bigg |}{\frac {\partial \Psi _{\lambda }(t)}{\partial \lambda }}{\bigg \rangle }\end{aligned}}}